# District de Longtan
Pour les articles homonymes, voir Longtan.
Le district de Longtan (龙潭区 ; pinyin : Lóngtán Qū) est une subdivision administrative de la province du Jilin en Chine. Il est placé sous la juridiction de la ville-préfecture de Jilin.